# 横浜市交通局1400型電車
横浜市交通局1400型電車（よこはましこうつうきょく1400がたでんしゃ）は、かつて横浜市交通局が所有していた路面電車である横浜市電の電車である。

## 概要
第二次世界大戦終戦後の横浜市内復興に伴う乗客急増に対応するべく1949年に戦後初めて導入された大型ボギー車。1943年に同じく大型ボギー車である1200型の製造を行った木南車輌製造によって製造され、前面3枚窓・側面3扉、張り上げ屋根など車体構造は1200型と類似しているが、車体はノーシル・ノーヘッダー構造となり丸みを帯びた外見となった。また乗降扉は日立製作所製のドアエンジンを用いた、横浜市電初の自動扉が採用された。台車は軽量である事に加え保守の容易さなどからブリル・76E3が使用された。

## 運用
製造直後に開催された日本貿易博覧会のため反町公園と野毛山公園の間に設定されたシャトル列車へ投入され、博覧会終了後も大型車体を活かした活躍が続いた。1407は1953年に衝突事故により損傷したが後年に復旧した。だが3扉の大型車両だった事で1967年以降行われたワンマン化改造の対象から外され、1970年までに廃車された。横浜市電保存館への保存は実施されず、静岡県の静岡ドライブインに保存された1410も後に解体されており、2024年時点で現存車両は存在しない。

## その他
1400型の製造を担当した木南車輌製造は同年に倒産したため、同社が手掛けた最後の電車となった。

## 参考資料
- 岡田誠一、澤内一晃『横浜市電 下 (戦後の歴史とその車輌)』ネコ・パブリッシング、2009年8月。ISBN 9784777052592。

- 長谷川弘和『横浜市電が走った街 今昔 ハマの路面電車定点対比』JTB、2001年10月。ISBN 4-533-03980-4。